# Энергия (завод, Елец)
ПАО «Энергия» — крупнейшее в России предприятие, специализирующееся на производстве химических источников тока. Расположено в городе Елец Липецкой области. Из-за вторжения России на Украину предприятие находится под санкциями стран Евросоюза, США, Японии и некоторых других стран.

## История
В 1935 года Совет Труда и Обороны СССР принял Постановление за № 155 о строительстве в Ельце нового элементного завода.
В 1936 года в Елец была направлена специальная комиссия для окончательного решения о выборе места для строительства нового элементного завода.
В 1938 году было начато строительство деревообделочного цеха и внутри стройплощадки — заводской автодороги.
8 октября 1941 года была завершена сборка опытной партии анодных батарей галетного типа.
10 октября 1941 года поступил приказ № 310 Наркомата электропромышленности о немедленной эвакуации элементного завода (почтовый ящик № 351) на Урал в город Верхний Уфалей Челябинской области.
28 октября 1944 года Государственный Комитет обороны разрешил вернуть элементный завод из города Верхний Уфалей в Елец.
В 1954—1955 годах Саратовским отраслевым научно-исследовательским институтом были разработаны так называемые «вращающиеся» источники тока (УЦ, 0154, в дальнейшем АИ-2, УЦ-3Б и др.) Предназначенные для нужд Министерства обороны, они использовались для наведения на цель артиллерийских снарядов.
С начала 70-х происходит значительное увеличение номенклатуры выпускаемых Елецким элементным заводом изделий.
В 1990 году предприятие выпустило рекордное количество источников тока — 300 миллионов штук.
С 1996 года по параметрам, указанным потребителями, разрабатываются батареи групп «Лиман», «Агат», «Дымок», широко применяемые на речном и морском транспорте, в приборах навигации, связи и другой специальной технике
В декабре 2007 года ОАО «Энергия» закупило конструкторскую документацию и приняло к освоению производство никель-кадмиевых батарей
В 2008 году в ОАО «Энергия» впервые в России начался выпуск отечественных электрохимических конденсаторов.
В 2009 году запущен новый цех по производству торгового оборудования: кассовые боксы, стеллажи и камеры хранения.
Ночью 23 мая 2025 года, на фоне российского вторжения на Украину, во время воздушной тревоги предприятие было подвергнуто массированной атаке БПЛА, в результате атаки на предприятии начался пожар.

## Изделия

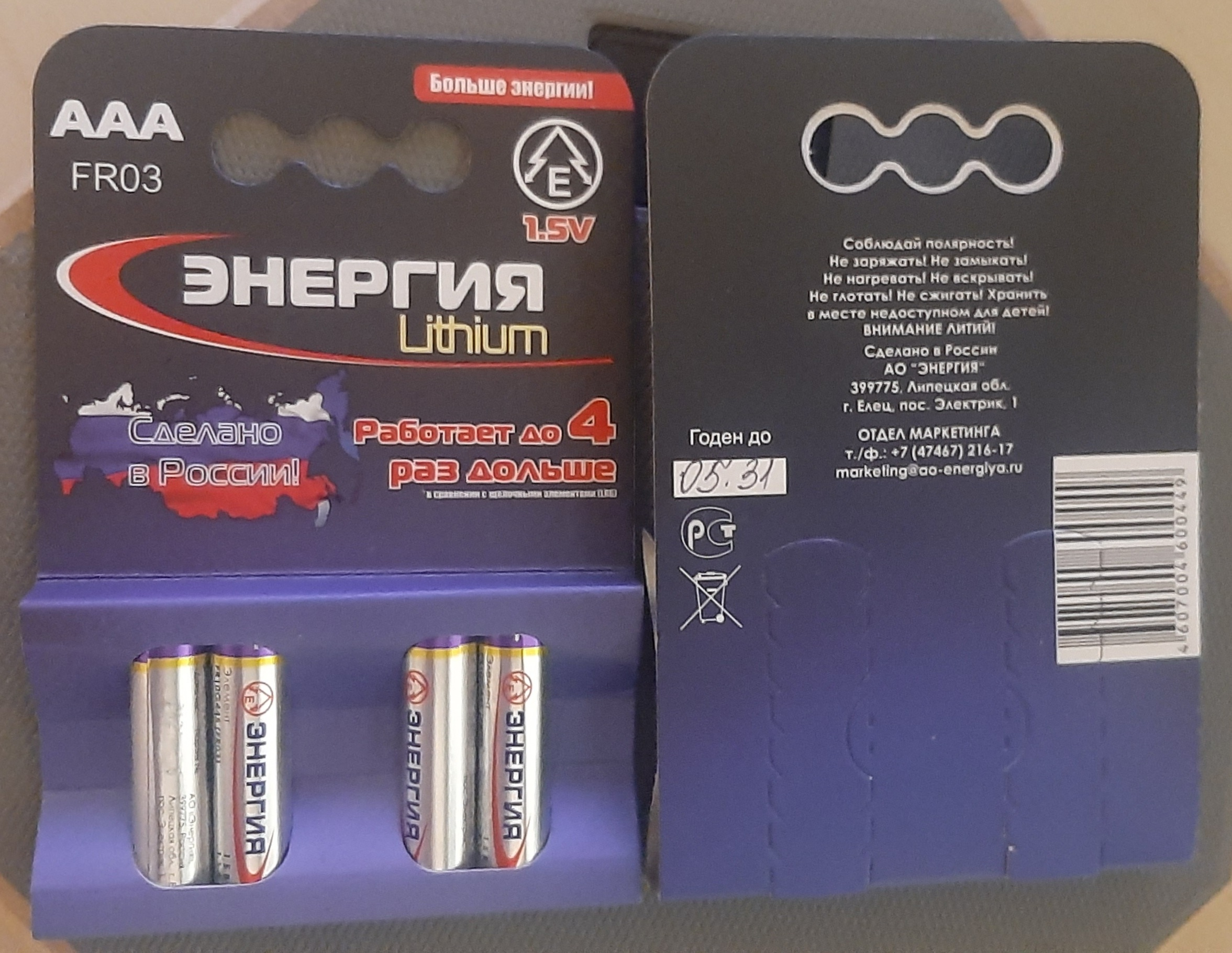
Литиевый элемент питания «Энергия»

- Марганцево-цинковые источники тока: элементы 316, 286 (R03), 373 «ОРИОН» (R20), ГБ-10-У-1,3, 7LR6, батареи серии Лиман.
- Элементы и батареи литиевой системы: CR 2016, 2032, 2025, 2325.
- Водоактивируемые батареи: батареи серии «Дымок», батарея «15-9АМ».
- Воздушно-цинковые батареи: «Штиль», «Шторм», «Лиман М» и др.
- Элементы и батареи ртутно-цинковой системы: Прибой-2С, РЦ53, РЦ83 и др.
- Аккумуляторные батареи НК-системы: 10НКГЦ-10, 10НКГЦ-1,2, 6НКГЦ-0,94 и т. д.
- Литий-ионные аккумуляторные батареи.
- Электрохимические конденсаторы.
- Торговое оборудование: кассовые боксы, стеллажи, камеры хранения и др.
- Уличные светильники на солнечных батареях[7].